# 湯浅富士郎
湯浅 富士郎（ゆあさ ふじろう、1942年8月5日 - ）は日本の声楽家、バス、オペラ歌手。都山流尺八竹琳軒大師範、浄土宗僧侶、関西芸術振興会評議員、奈良メサイアの会会長、あすか邦楽アンサンブル代表、株式会社TAKUTO代表取締役。本名は湯浅順信（-よりのぶ）、僧侶になった際にこちらを本名に改名した。尺八を演奏する際の芸名は湯浅富士山（-ふじざん）。妻はソプラノ歌手の湯浅契。大阪府立清水谷高等学校、東京芸術大学。西ドイツ・ケルン音楽大学卒業。